# حادثه آکس‌بو
حادثه آکس‌بو (انگلیسی: The Ox-Bow Incident) فیلمی آمریکایی در سبک وسترن و تاریخی به کارگردانی ویلیام ولمن است که در سال ۱۹۴۳ منتشر شد.

## بازیگران
- هنری فوندا
- دانا اندروز
- آنتونی کوئین
- هری مورگان
- جین دارول
- هری دونپورت
- مارک لارنس
- پال هرست
- ماری بت هاگز
- مارگارت همیلتون
- فرانسیس فورد
- جورج میکر
- ویلیام آیث
- هَنک بل